# Discofox
De discofox is een partnerdans en wordt voornamelijk op pop- of discomuziek gedanst. De dans combineert elementen van verscheidene andere dansen. In andere landen staat de dans ook wel bekend als de disco swing.

## Ontstaan
De Discofox ontstond rond 1973, toen bij de klassieke foxtrot elementen uit de swing, de boogiewoogie en de two-step gevoegd werden. In de Verenigde Staten werd dit ook wel de hustle genoemd. De Europese discofox werd in 1979 in het Duitse welttanzprogramm opgenomen, waardoor dansscholen de discofox ook in hun lessen gingen aanbieden. Dit was echter voornamelijk in het Duitstalige gedeelte van Europa.

## Populariteit
In Duitsland en Zwitserland is de discofox na de salsa de populairste dans, wat waarschijnlijk te danken is aan het gemak waarmee de passen aangeleerd kunnen worden. Ook in Australië, Frankrijk, Italië, Oostenrijk, Rusland en Zweden heeft de discofox inmiddels voet aan grond gekregen. In Nederland is het een weinig bekende dans.
Zwitserland is sinds eind jaren 90 wereldwijd het succesvolste discofoxland, waar de dans bekendstaat onder de naam disco swing. Bijna alle Europese en wereldtitels gingen naar Zwitserland. Reden hiervoor is de actieve discofoxscene, waar dagelijks in verschillende cafés op hedendaagse muziek discofox gedanst kan worden. Hier ontstaan vele nieuwe stijlen en worden telkens nieuw figuren en varianten ontwikkeld.

## Techniek
De discofox is een mengelmoes van verschillende elementen uit andere dansen. De passen en danshouding lijken erg op die van de foxtrot, de improvisatievrijheid ontleent hij aan de swing, de draaitechnieken komen voor bij de Latijns-Amerikaanse dansen, de acrobatische figuren kunnen teruggevonden worden bij de rock-'n-roll en de boogiewoogie en tot slot zijn de figuren waarin man en vrouw om elkaar heen dansen afgeleid uit de samba.

## Muziek
In principe is elke vorm van muziek met een regelmatige 4/4-telling geschikt om de discofox op te dansen. Voorwaarde is wel dat de nummers een snelheid van ongeveer 120 BPM hebben, zoals de hedendaagse dansmuziek in disco's. 
Een goed voorbeeld is Infernal met het nummer From Paris to Berlin, of Ch!pZ met Waikiki Beach. 